# کمودور پی‌ای‌تی
کمودور پی‌ای‌تی (به انگلیسی: Commodore PET (Personal Electronic Transactor)) نام یک رایانه شخصی/خانگی بود که در سال ۱۹۷۷ توسط کمودور اینترنشنال عرضه شد. این رایانه، یک محصول آموزشی پرفروش در حوزه آمریکا و کانادا محسوب می‌شد. این نخستین محصول کمودور با امکانات کامل رایانه‌ای بود و تولید آن بر پایه یک سیستم ۸-بیتی بود.